# Think About It
Think About It foi o primeiro single oficial tirado do álbum The Sea, da cantora inglesa Melanie C.
O single foi lançado em Setembro de 2012 na Europa, antecipando o lançamento do álbum, o quinto CD da carreira da artista.

## CD Single e MP3
- Edição Limitada CD Single[1]

1. "Think About It"
2. "Cruel Intentions"
3. "Rock Me" (Radio Edit)
4. "Rock Me" (Steve More Radio Edit)

- Digital 4 track EP (Red Girl)[1]

1. "Think About It"
2. "Cruel Intentions"
3. "Think About It" (Acapella)
4. "Think About It" (Instrumental)

- Digital 4 Track Remix Bundle (Red Girl)[1]

1. "Think About It" (7th Heaven Club Mix)
2. "Think About It" (Groovesplitters Club Mix)
3. "Think About It" (More & Masters 'Big Room' Mix)
4. "Think About It" (Music video)

- 2 Track CD Single (Warner Music)[1]

1. "Think About It"
2. "Cruel Intentions"

- Digital 4 Track EP (Warner Music)[1]

1. "Think About It"
2. "Cruel Intentions"
3. "Think About It" (7th Heaven Club Mix)
4. "Think About It" (Music video)